# Bruce Broughton
Bruce Broughton (Los Angeles, Califórnia, 8 de Março de 1945) é um compositor norte-americano de banda sonora. Foi nomeado ao Óscar em 1986 pela composição para o filme Silverado de 1985 e recebeu diversas outras premiações (entre outros, nove prêmios Emmy) e nomeações.

## Obra (seleção)
Em 1988, Bruce Broughton fez uma colaboração com Peter Hyams no filme: A Hora dos Heróis (The Presidio) (1988) com Sean Connery, Mark Harmon e Meg Ryan. Com a parceria Broughton/Hyams: O Expresso dos Malditos (Narrow Margin) (1990) e Os Malucos na TV (Stay Tuned) (1992). Em 1994, Bruce Broughton compositou o filme da comédia, produzido por John Hughes: Agarrem Esse Bebé (Baby's Day Out) (1994).